# Lactophrys bicaudalis

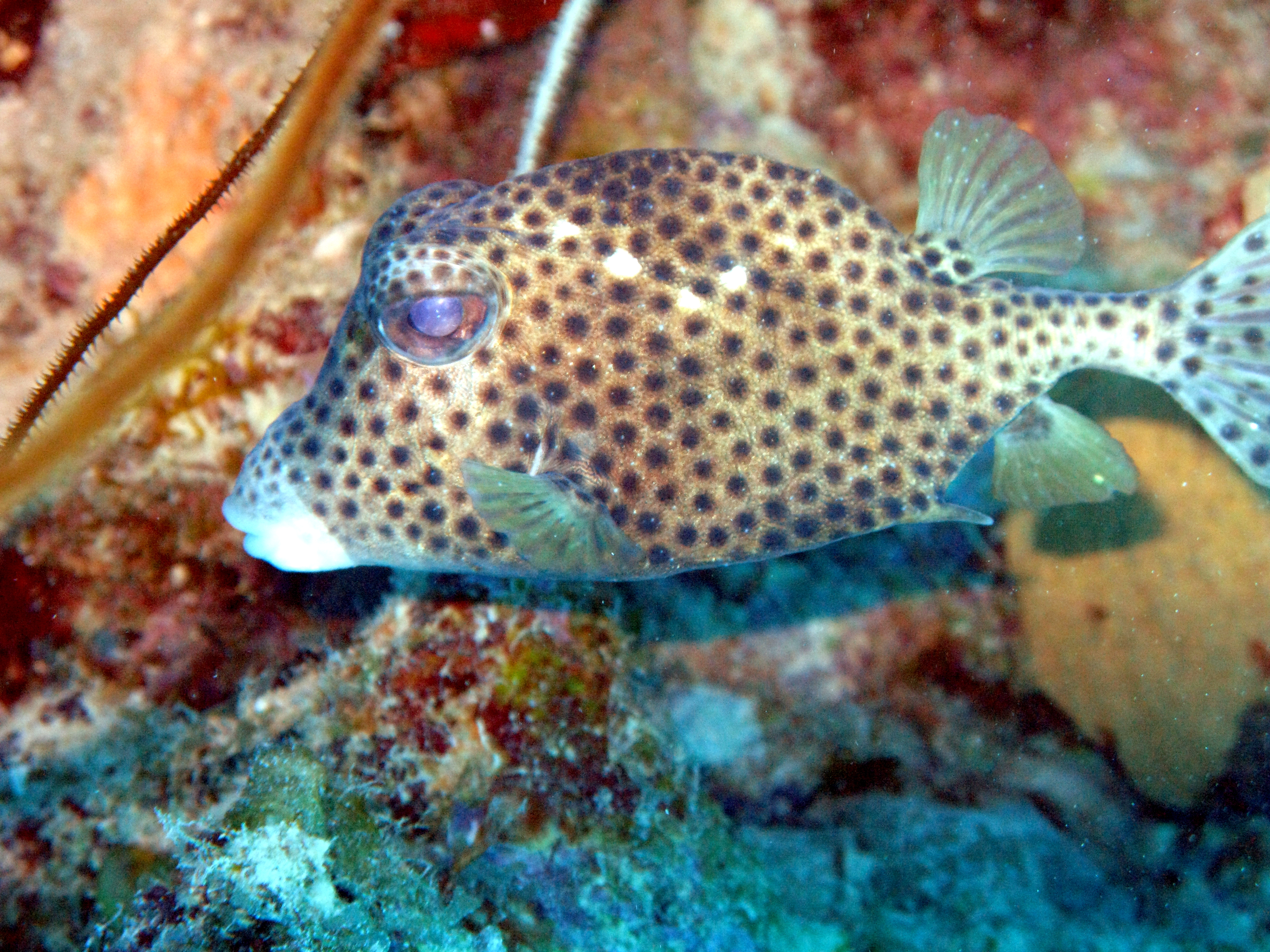

A Lactophrys bicaudalis a csontos halak (Osteichthyes) főosztályának a sugarasúszójú halak (Actinopterygii) osztályához, ezen belül a gömbhalalakúak (Tetraodontiformes) rendjéhez és a bőröndhalfélék (Ostraciidae) családjához tartozó faj.

## Előfordulása
A Lactophrys bicaudalis elterjedési területe az Atlanti-óceán. Nyugaton, az Amerikai Egyesült Államokbeli Florida államtól, a Bamahákon és a Mexikói-öböl déli részén keresztül, Brazíliáig terjed; míg keleten az Ascension-sziget körül él.

## Megjelenése
Ez a halfaj általában 20 centiméter hosszú, de akár 48 centiméteresre is megnőhet. A hal, alapszíne fehér; „páncélzatán” és farkán, kis, fekete pettyek vannak; ajka fehéres; az oldal-, mell- és hasúszóinak tővei feketések. A kifejlett állat szemei mögött, függőleges irányban, három helyen is, hiányzanak a fekete pettyek, emiatt úgy néz ki, mintha szemei mögött, három fehér folt lenne.

## Életmódja
A Lactophrys bicaudalis tengeri halfaj, amely a korallzátonyokon él. 3-50 méteres mélységben tartózkodik. Üregek közelében érzi biztonságban magát. Tápláléka számos gerinctelen állatból áll, köztük: puhatestűek, rákok, tengericsillagok, tengerisünök, tengeriuborkák, előgerinchúrosok, tengerifű, algák.
Izgatott állapotban, testéből méreganyagot bocsát ki, amely a körülötte levő halakat elpusztítja.

## Felhasználása
Ipari mértékben, csak az akváriumok számára halásszák; azonban az elterjedési területén, az ember is fogyassza.
Néha Ciguatera mérgezést okozhat.